# Perdita moldenkei
Perdita moldenkei är en biart som beskrevs av Timberlake 1980. Perdita moldenkei ingår i släktet Perdita och familjen grävbin. Inga underarter finns listade i Catalogue of Life.